# 山田可南
山田 可南（やまだ かなん、11月17日 - ）は、日本の漫画家。女性。大阪府高槻市出身。蠍座のA型。
第3回ばんがいち漫画大賞奨励賞を『もらいもの』（単行本『Sweet Drug』に収録）にて受賞し、1998年8月、『漫画ばんがいち』（コアマガジン）9月号掲載の『尾崎さんと楠本くん』でデビューし、ティーンズラブ誌、女性誌、青年誌、成年漫画誌などで活躍中。実妹に同じく漫画家の山田こたろがおり、山田可南が原作、妹のこたろが作画で山田姉妹という共有筆名を用いることもある。

## 作品リスト

### 山田可南名義
- 『尾崎さんと楠本くん』 （2001年7月発売、光彩書房〈光彩コミックス〉、ISBN 4-87775-108-4）
- 『少年少女は苦悩する』 （2002年1月発売[3]、松文館〈ダイヤモンドコミックス〉、ISBN 4-7901-0805-8）
  - 『少年少女は苦悩するplus』 （2005年9月発売、松文館〈ダイヤモンドコミックス〉、ISBN 4-7901-1580-1）
  - 『少年少女は欲情する』 （秋田書店〈恋愛MAX COMICS〉、全4巻）
    1. 2005年9月28日発売[4]、ISBN 4-253-13509-9
    2. 2006年6月16日発売[5]、ISBN 4-253-13510-2
    3. 2007年2月16日発売[6]、ISBN 978-4-253-13536-8
    4. 2007年10月16日発売[7]、ISBN 978-4-253-13537-5

  - 『少年少女は発情する』 （2009年10月16日発売[8]、秋田書店〈恋愛MAX COMICS〉、ISBN 978-4-253-13538-2）
- 『Sweet Drug』 （2002年2月発売、光彩書房〈光彩コミックス〉、ISBN 4-87775-145-9）
- 『恋愛（コイアイ）』 （2003年3月発売、光彩書房〈光彩コミックス〉、ISBN 4-86093-000-2）
- 『恋はかたくな』 （2003年10月15日発売[3]、松文館〈ダイヤモンドコミックス〉、ISBN 4-7901-1144-X）
- 『まるでスイーツ』 （2005年5月28日発売[3]、松文館〈ダイヤモンドコミックス〉、ISBN 4-7901-1496-1）
- 『官能ノススメ』 （2006年10月12日発売[9]、双葉社〈アクションコミックス〉、ISBN 4-575-83297-9）
- 『東京少女』 （2007年10月19日発売[10]、秋田書店〈ヤングチャンピオンコミックス〉、ISBN 978-4-253-14707-1）
- 『恋愛日記』 （2007年10月24日発売[11]、祥伝社、ISBN 978-4-396-78042-5）
- 『脳内変換彼女』 （2008年6月27日発売[12]、少年画報社〈ヤングコミックコミックス〉、ISBN 978-4-7859-2982-4）
- 『風俗嬢Aの憂鬱』 （2008年10月発売、飛鳥新社、ISBN 978-4-87031-874-8）
- 『蝶と刺青』 （2008年10月8日発売[13]、祥伝社〈フィールコミックス〉、ISBN 978-4-396-76441-8）
- 『この恋は×××』 （2009年10月29日発売[14]、ぶんか社〈ぶんか社コミックス Sgirl Selection〉、ISBN 978-4-8211-8899-4）
- 『今日の日はさようなら』 （2010年3月発売、ビオ・マガジン〈Bio comics〉、ISBN 978-4-904379-23-3）
- 『あなたがわたしと暮らしたら』 （2010年3月5日発売[15]、白泉社〈白泉社レディース・コミックス〉、ISBN 978-4-592-15665-9）
- 『刺青師源真』 （2010年7月16日発売[16]、少年画報社〈ヤングキングコミックス〉、ISBN 978-4-7859-3422-4）
- 『密室×男女』 （2010年12月25日発売[17]、祥伝社〈ひめ恋セレクション〉、ISBN 978-4-396-70306-6）
- 『澤飯家のごはんは息子の光がつくっている。』 （小学館〈フラワーコミックスα スペシャル〉、全3巻）
  1. 2011年7月8日発売[18]、ISBN 978-4-09-134057-3
  2. 2011年11月10日発売[19]、ISBN 978-4-09-134213-3
  3. 2015年9月10日発売[20]、ISBN 978-4-09-137882-8

  - 『澤飯家のごはんは息子の光がつくっている。簡単家めしレシピ付き』 （幻冬舎コミックス〈バーズコミックス スペシャル〉、全3巻） - 新装版
    1. 2017年8月24日発売[21]、ISBN 978-4-344-84040-9
    2. 2017年8月24日発売[22]、ISBN 978-4-344-84041-6
    3. 2017年9月23日発売[23]、ISBN 978-4-344-84062-1

  - 『澤飯家のごはんは息子の光がつくっている。おかわり！』 （小学館『増刊flowers』2013年秋号掲載）
  - 『澤飯家のごはんは長男の光がつくっている。』 （幻冬舎コミックス〈バーズコミックス スペシャル〉、全4巻）
    1. 2017年9月23日発売[24]、ISBN 978-4-344-84061-4
    2. 2018年5月24日発売[25]、ISBN 978-4-344-84225-0
    3. 2019年2月22日発売[26]、ISBN 978-4-344-84388-2
    4. 2020年2月25日発売[27]、ISBN 978-4-344-84605-0
- 『私の彼は仕事ができない』 （徳間書店〈ゼノンコミックス〉、全3巻）
  1. 2013年11月20日発売[28]、ISBN 978-4-19-980171-6
  2. 2014年6月20日発売[29]、ISBN 978-4-19-980215-7
  3. 2015年2月20日発売[30]、ISBN 978-4-19-980258-4
- 『われなべにとじぶた』 （2015年2月25日発売[31]、集英社クリエイティブ〈オフィスユーコミックス〉、ISBN 978-4-420-15303-4）
- 『3×ROOM（ミックスルーム）』 （2015年9月6日発売、芳文社『まんがホーム』連載、単行本は無く著者による電子書籍化、ASIN B015238HF4）
- 『母になるのがおそろしい』 （2016年4月14日発売[32]、KADOKAWA、ISBN 978-4-04-068366-9） ※「ヤマダ カナン」名義
- 『花街アンビバレンツ』 （集英社クリエイティブ〈オフィスユーコミックス〉、全2巻）
  1. 2016年4月22日発売[33]、ISBN 978-4-420-15332-4
  2. 2016年10月25日発売[34]、ISBN 978-4-420-15342-3
- 『親友いないの誰？』 （2017年5月25日発売[35]、集英社クリエイティブ〈オフィスユーコミックス〉、ISBN 978-4-420-15355-3）

#### 原作担当
- 『夢の中でも愛して』 （作画：石川トミー、白泉社、電子書籍）

### 山田姉妹名義
- 『聖アベリア女学院』 （2011年10月12日発売[36]、芳文社〈まんがタイムKRコミックス フォワードシリーズ〉、ISBN 978-4-8322-4072-8）
- 『天才作家スズ 秘密ファイル』 （2012年7月26日発売[37]、原作：愛川さくら、角川書店〈あすかコミックスDX〉、ISBN 978-4-04-120351-4）